# NGC 4203
NGC 4203 è una galassia lenticolare nella costellazione della Chioma di Berenice.
Si individua 5,5 gradi a NNW della stella γ Comae Berenices, sul confine coi Cani da Caccia; Diventa evidente con un telescopio da 120-150mm di apertura, ma vi appare come una macchia chiara senza particolari. Strumenti superiori permettono di notare una forma che pare intermedia tra quella delle galassie ellittiche e le lenticolari: il nucleo appare molto concentrato e luminoso, circondato da un grande alone. Le sue dimensioni sono di poco inferiori a quelle della nostra Galassia. Dista dalla Via Lattea circa 62 milioni di anni-luce.